# Ken Edwards
Kenneth Paine Edwards, detto Ken (Chicago, 9 marzo 1886 – Evanston, 21 dicembre 1952), è stato un golfista statunitense.

## Carriera
Edwards partecipò ai Giochi olimpici di Saint Louis 1904, dove vinse una medaglia d'oro nel torneo a squadre.

## Palmarès
In carriera ha conseguito i seguenti risultati:
- Giochi olimpici

St. Louis 1904: una medaglia d'oro nel torneo a squadre.